# Gumenjak
Gumenjak je plovilo, narejeno iz večplastnega gumenega materiala. Običajno so tubusi razdeljeni na prekate, ki se polnijo vsak na svojem ventilu. V primeru poškodbe enega ali več prekatov bo gumenjak še vedno plaval na površju. Zato gumenjaki veljajo kot zelo varna plovila, ki pa zaradi majhnosti niso primerna za dolge plovbe, odprto morje, valove in močan veter.
Manjšim gumenjakom, ki jih uporabljamo za pomožne ali rešilne čolne, pravimo tudi »By Boat« ali »tender« in imajo običajno mehko dno. 
Večji gumenjaki približno od 4m dalje imajo poliestrsko dno in pogosto tudi že konzolo na katero so pritrjeni volan, komandna ročica ter obvezna elektronika. Gumenjaki so zelo priljubljena plovila za vojaške potrebe, pogosto se uporabljajo za reševanje v vseh mogočih vremenskih razmerah, za turistične namene, vodne športe itd.
Običajno imajo zelo dobre plovne lastnosti, zaradi nizke skupne teže so obremenjeni z lažjimi motorji kot plastični čolni in so nezahtevni za rokovanje.
Najpogosteje jih poganjajo izvenkrmni motorji, opaziti pa je mogoče tudi večje gumenjake z vgrajenimi motorji. Največji proizvajalci so: Italijanski BWA, Francoski Zodiac, Angleški Avon...